# Alabama Shakes
Alabama Shakes é uma banda de blues-rock formada em Athens, Alabama em 2009. O grupo é composto pela vocalista e guitarrista Brittany Howard, pelo guitarrista Heath Fogg, o baixista Zac Cockrell, tecladista Ben Tanner e baterista Steve Johnson. A banda recebeu três indicações para o Grammy Awards 2013, de "Melhor Performance de Rock" para o single "Hold On" e do prémio de "Melhor Gravação" do seu primeiro álbum, Boys & Girls.
Na 58ª edição do Grammy, que aconteceu na segunda-feira, 15 de fevereiro de 2016, em Los Angeles, O Alabama Shakes venceu o Grammy nas categorias de Melhor Álbum Alternativo, Melhor Música de Rock e Melhor Performance de Rock, além de conquistar um prêmio técnico como a melhor engenharia de som de disco não-clássico. Concorreu também ao prêmio de Melhor Álbum do Ano, mas, apesar da unanimidade da crítica, perdeu para a cantora pop Taylor Swift.
Em 2018, foi anunciado que a banda entraria em hiato por tempo indeterminado, nesse período Brittany lançou sua canção solo "Stay High".
No ano de 2021 Steve Johnson (baterista) foi detido sob acusações de tortura, abuso e espancamento ou maltrato de uma criança menor de 18 anos. Desde 2020 cumpria pena de 24 meses em liberdade condicional por ter violado uma medida protetiva em um caso de violência doméstica contra sua ex-esposa.

## Membros

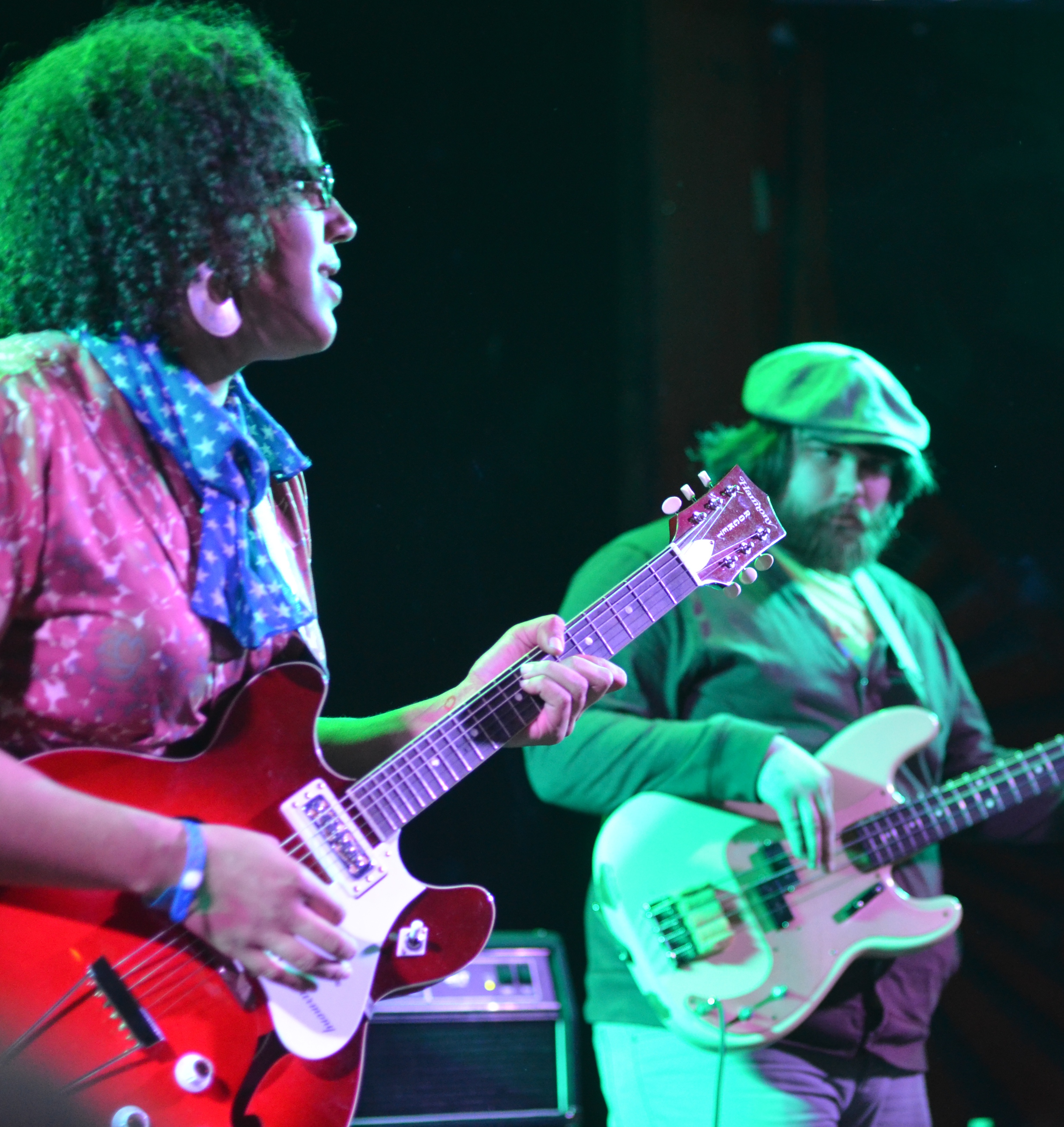
Alabama Shakes durante o concerto West Hollywood, Califórnia em janeiro de 2012.

- Brittany Howard - vocal, guitarra
- Ben Tanner - Teclado
- Heath Fogg - guitarra
- Zac Cockrell - baixo
- Steve Johnson - bateria

## Discografia

### Álbuns
- 2012 - Boys & Girls
- 2015 - Sound & Color

### Singles
- 2012 - "Hold On"
- 2012 - "You Ain't Alone"
- 2013 - "I Ain't the Same"
- 2014 - "Don't Wanna Fight"